# 市谷

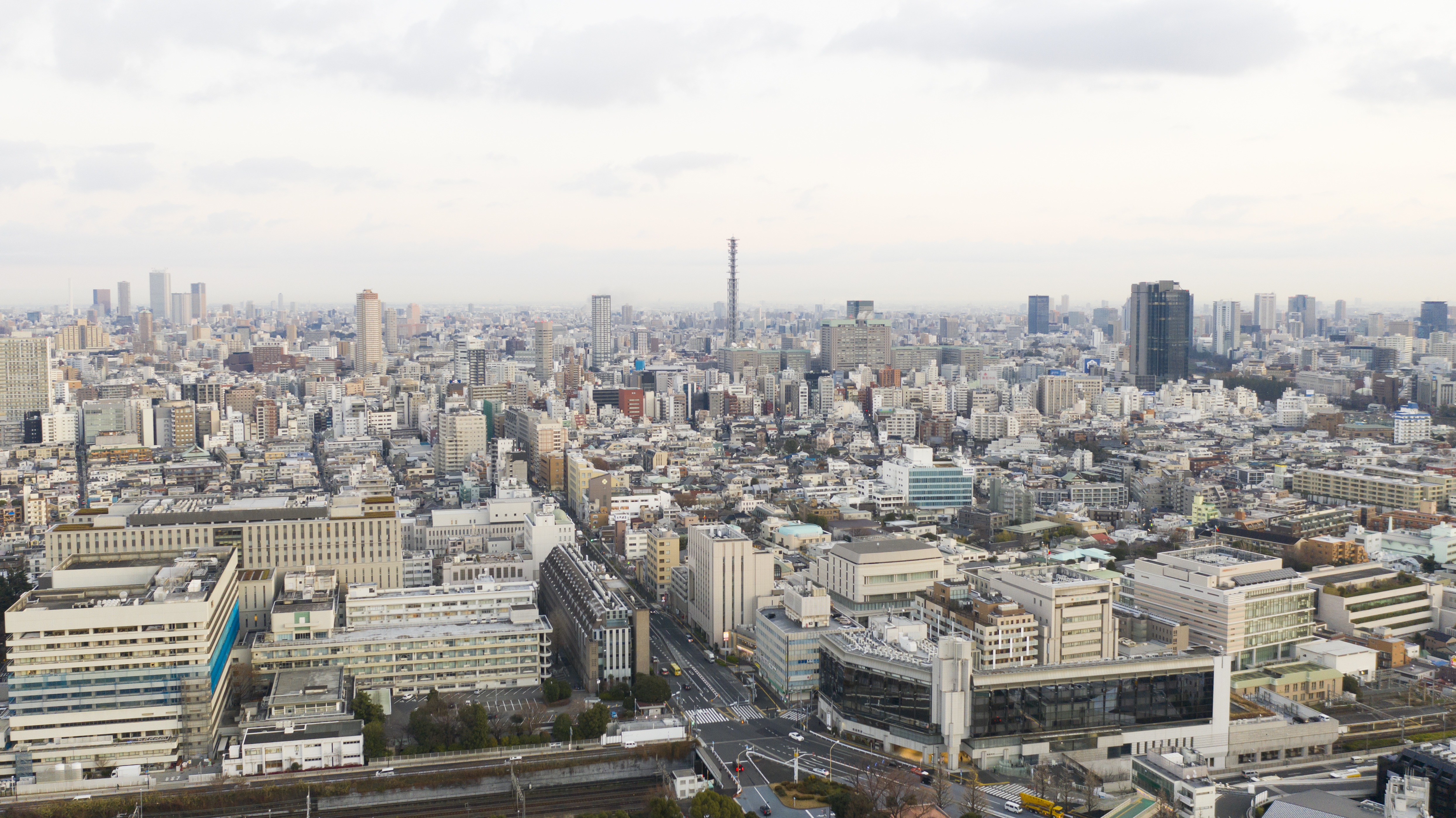
市谷、新宿区（2020年）

市谷（いちがや）は、東京都新宿区東南部にあり、かつては1878年（明治11年）の郡区町村編制法による東京15区成立から、1947年（昭和22年）の地方自治法制定に合わせた23区への再編までは牛込区に属した。元来の表記は「市ヶ谷」だったが、1911年（明治44年）5月1日に「市谷」へ変更された。
市ケ谷駅の西側に広がる台地を中心とした地域で千代田区に隣接し、靖国通り、外苑東通り、大久保通り、牛込中央通り（鉄道駅では市ケ谷駅、曙橋駅、牛込柳町駅、牛込神楽坂駅）に囲まれた地域およびその周辺と、靖国通りの外苑東通りから外苑西通りまでの区間の北側に相当する。台地上とそのへりの斜面の土地が多い。台地沿いの高台の住宅地の一部は、大名屋敷を経て明治時代より元祖山の手の一つとして呼称され、現代においても高級住宅街として評価されている。
もっとも、歴史的な市谷の地名は上記地域を指すものの、JR市ケ谷駅自体は、上記の市谷地域の東端、外濠を挟んだ千代田区五番町にあるため、「市ヶ谷」「市ケ谷」「市谷」の名を冠した建築物は新宿区側・千代田区側（番町・九段地域）双方に存在する（中央大学市ヶ谷キャンパス、法政大学市ケ谷キャンパス、アルカディア市ヶ谷など）。そのため、千代田区内の駅周辺地域も慣例的に市ヶ谷と呼ばれている。
名の由来には、市ヶ谷孫四郎の領地があったから、とか、四谷第一の谷なので「一ヶ谷」、或いは亀岡八幡宮の門前で市が開かれていた「市買」が訛った、などの説がある。

## 江戸時代の市ヶ谷冠称町名
- 市ヶ谷田町一丁目
- 市ヶ谷田町上二丁目
- 市ヶ谷田町下二丁目
- 市ヶ谷田町三丁目
- 市ヶ谷田町四丁目
- 市ヶ谷八幡町
- 市ヶ谷左内坂町
- 市ヶ谷上寺町
- 市ヶ谷船河原町
- 市ヶ谷教蔵院門前
- 市ヶ谷七軒町
- 市ヶ谷長延寺谷町
- 市ヶ谷長延寺門前
- 市ヶ谷平山町
- 市ヶ谷元土取場町
- 市ヶ谷甲良屋敷
- 市ヶ谷松雲寺門前
- 市ヶ谷柳町
- 市ヶ谷清内屋敷
- 市ヶ谷南寺町
- 市ヶ谷薬王寺前町
- 市ヶ谷本村町
- 市ヶ谷片町
- 市ヶ谷谷町
- 市ヶ谷三軒屋敷
- 市ヶ谷安養寺門前
- 市ヶ谷坂下薬王寺門前
- 市ヶ谷修行寺門前
- 市ヶ谷自証院門前

## 現在の町名と主要な建築物
- 市谷加賀町一丁目～二丁目
大日本印刷
- 市谷甲良町
- 市谷砂土原町一丁目～三丁目
- 市谷左内町
- 市谷台町
- 市谷鷹匠町
- 市谷田町一丁目～三丁目
法政大学（一部施設のみ）
中央大学市ヶ谷田町キャンパス（中央大学ミドルブリッジ）
東京観光専門学校
武蔵野美術大学市ヶ谷キャンパス
- 市谷長延寺町
- 市谷仲之町
- 市谷八幡町
市谷亀岡八幡宮
茶ノ木稲荷神社
シャープ市ヶ谷ビル

- 市谷船河原町
アンスティチュ・フランセ東京
東京理科大学（一部施設のみ）
- 市谷本村町
防衛省市ヶ谷地区・防衛省市ヶ谷庁舎
警視庁第五機動隊
警視庁特科車両隊
中央大学市ヶ谷キャンパス
日本学生支援機構
国際協力機構
- 市谷薬王寺町
- 市谷柳町
- 市谷山伏町（本来は牛込村由来）
- 住吉町（旧・市谷谷町）
- 富久町（旧・市谷冨久町）
- 河田町（旧・市谷河田町。本来は牛込村由来）

以下の各町は本来牛込村に由来するが、町内に「市ヶ谷」の名称を用いた施設や建物が散見される。

- 払方町
- 納戸町（明治5年市ヶ谷平山町を編入）
- 南町
- 北町
- 中町
- 二十騎町

以下の各町は現在四谷地域に属するが、本来は市ヶ谷村に由来する。
- 片町（旧・市ヶ谷片町→四谷片町）
- 四谷本塩町（旧・市谷本村町の一部および市谷七軒町の全域と四谷塩町一丁目を併せて1943年に成立）

## 千代田区側の主な「市ヶ谷地域」
- 三番町
大妻女子大学千代田キャンパス
東京家政学院千代田三番町キャンパス
- 四番町
  - 武蔵野大学附属千代田高等学院・千代田女学園中学校
- 五番町
  - 日本棋院会館
- 九段北
アルカディア市ヶ谷（私学会館）
- 九段南
三菱UFJ銀行市ヶ谷支店
山脇美術専門学院
日本大学本部・通信教育部
- 富士見
法政大学市ケ谷キャンパス